# 马丁·盖尔
马丁·盖尔（法語：Martin Guerre，法語發音：[maʁtɛ̃ ɡɛʁ]）係16世紀法國人氏，是一件著名假冒案件的主要角色。在他拋家棄子數年之後，一名男子自稱為其本人，以其名義與妻子小孩生活三年之久。最後的審判中，真正的马丁·盖尔返鄉，這位冒牌者方被揭穿。假的马丁真名為阿諾·迪·蒂勒（Arnaud du Tilh），假冒的下場是為被處以絞刑。
這個案件被傳頌至今，其故事劇情激發出一部劇本、兩本小說與一齣滑稽歌劇。

## 歷史縱述

### 马丁棄家之前的生活
马丁大約生於1524年昂代地區一個巴斯克人村莊，本名马丁·達盖尔（Martin Daguerre），其父桑克西·達盖尔（Sanxi Daguerre）。1527年，马丁全家辦遷到法國西南方庇里牛斯山地區的阿爾蒂加，在這裡達盖尔家族改其姓為盖尔（Guerre）。
马丁十一歲時，迎娶富家女贝特朗德·德·罗尔（Bertrande de Rols）。然而他們的婚姻一直沒有小孩，一直到結婚八年後方得一子，並以男孩祖父名字桑克西命名。1548年，马丁因為偷佔其叔叔的穀物，暴走離家。按羅馬公教教規（Roman Catholic Canon Law）規定，在丈夫生死未明的情況下，马丁之棄婦贝特朗德·德·罗尔不得改嫁。

### 「新马丁」的出現
1556年的夏天，一位男子出現在阿爾蒂加，自稱為马丁·盖尔。按其乍看相似的外表與對於马丁生活細節多有瞭解，他的出現與許多村民確信是马丁重返家園。马丁的叔叔與其四位姊妹，甚至是马丁的妻子贝特朗德雖然有過懷疑，但是最後也相信他的確就是马丁。
這位「新马丁」與妻子小孩一同生活了三年，並且再添了兩個小孩，但只有一個女孩存活。「新马丁」聲稱他為马丁父親的合法繼承，並且因為一部份家產繼承權而向叔叔皮埃尔·盖尔（Pierre Guerre）提出訴訟。
马丁·盖尔離家期間，其叔叔皮埃尔·盖尔迎娶贝特朗德之寡居母親為妻子。現在「新马丁」的興訟，讓皮埃尔·盖尔產生猜疑。皮埃尔與其妻子聯合起來說服贝特朗德，試圖讓她相信這位「新马丁」是個冒牌貨。一位偶然路過阿爾蒂加的士兵曾經聲稱這個「新马丁」是個騙子，真正的马丁在戰爭中失去了一條腿。皮埃尔·盖尔與他的女婿為此用棍棒回毆「新马丁」，但是贝特朗德則以肉身護之。
1559年，這位「新马丁」被指控縱火以及假扮马丁·盖尔，而贝特朗德則始終與「新马丁」站在同一陣線，一年後「新马丁」被判無罪。

### 里约法庭的判決
同時，皮埃尔·盖尔到處走訪，並且相信已經發現這個冒牌貨的本尊：阿諾·迪·蒂勒（Arnaud du Tilh），隔壁村莊萨雅斯一個聲名狼籍傢伙，诨名“庞塞特”（Pansette，凸肚仔）。皮埃尔·盖尔接著開始實施他的計畫，來對抗這位冒牌貨。皮埃尔冒充贝特朗德的名義向法院提告，揭發「新马丁」(阿爾諾)的假冒罪行。皮埃尔與他的妻子－贝特朗德的母親聯合向贝特朗德施加壓力，迫使她支持這項指控，最後贝特朗德終於屈服。
1560年，這件案子在里约開庭審理。贝特朗德聲明說到：「剛開始時，她由衷的相信這個男人就是他的丈夫，但是現在她才明白，這個男人是個騙子。」同時贝特朗德與被告分別各自陳述同一個故事，關於在1548年马丁離家出走之前他們之間親蜜的行為。「新马丁」接著向贝特朗德提出質疑：「如果妳起誓保證我不是妳的丈夫，我甘願接受極刑。」贝特朗德選擇保持沉默。
在聽完超過150位證人的陳述之後，許多人做證被告是為马丁·盖尔，甚至包括马丁的四位姊妹們；許多人做證被告就是阿諾·迪·蒂勒；然而也有許多人拒絕表態。據此，被告被宣判死刑。

### 上訴土魯斯法庭與马丁返鄉
被告隨即向圖盧茲高等法院提出上訴，贝特朗德與皮埃尔·盖尔亦被拘留，可能因為涉及誣告，而皮埃尔方面則是因為教誜偽證罪。「新马丁」可圈可點的為自己這件案子做辯護，而土魯斯的法官也傾向於相信他的故事版本：一切都是貪婪的皮埃尔·盖尔所主導，迫於壓力使贝特朗德去做偽證。這番訴訟經歷了十分詳細的訊問，他的供詞都被反復的檢驗與察證，而且並沒有任何矛盾之處。
戲劇性的，在經過無數次的審問之後，真正的马丁·盖尔，裝著一條木腿義肢回到家鄉。在法庭上，法官訊問這兩個人的過去，「新马丁」甚至回答的比這位本尊還要清楚。經過多年在外風霜，马丁·盖尔早已忘記許多細節。但是當這兩位一同出現在盖尔家族時，這件糾紛算是結束了：包括皮埃尔·盖尔、贝特朗德還有马丁的四位姊妹們，一致指認那位裝有義肢的那位才是真正的马丁·盖尔。這位假冒者保有他的一絲良心馬上認罪，並且因為通姦與詐欺被處以極刑。
正式的判決在1560年的9月12日，出席著包括年輕的法國文藝復興時期作家蒙田。之後阿諾·迪·蒂勒坦承：「當有兩個人把他與马丁·盖尔搞混之後，他研究過盖尔的生活。然後在兩個供謀者提供马丁生平細節之下，他決定去扮演马丁·盖尔的角色。阿爾諾為他的欺瞞，對所有被此案連累的人道歉，包括贝特朗德。」四天之後，在阿爾蒂加的马丁·盖尔家門口，阿爾諾被處以絞刑。

### 马丁的故事
在離家出走之後，马丁·盖尔來到西班牙，在西班牙樞機主教弗朗西斯科·德·门多萨（Francisco de Mendoza）的門下當侍從。隨後马丁·盖尔加入西班牙軍隊，指揮官則是樞機主教的弟弟佩德罗·德·门多萨（Pedro de Mendoza），聖地牙哥騎士團的騎士與西班牙軍隊的將領。
在軍旅中的歲月，马丁·盖尔隨軍進駐佛兰德。1557年8月10日，參與了西班牙與法國之間的聖康坦戰役。戰役中马丁負傷，並失去一條腿。隨後他寄身於修道院中，直到他再度回他妻子身邊。我們一直無法知道是什麼原因讓马丁在審判的關鍵時刻返鄉，最初他拒絕他妻子的道歉，堅持她應該早就分辨出這是另外一個男人。

## 回響與翻譯

### 原始手稿
這裡有兩份案發當時所撰寫的報導：一份是纪尧姆·勒叙厄尔（Guillaume Le Sueur）著《絕妙往事》（Historia Admirable，或譯“令人驚訝的往事”）。另一份比較著名，由让·德·科拉斯（Jean de Coras）所著《令人難忘的審判》(Arrest Memorable)。科拉斯是土魯斯該案審理人員之一，而勒叙厄尔則可能是當下法院的低階實習生。《令人難忘的審判》是一部文學作品，而《絕妙往事》則比較偏向於新聞報導。

### 文史創作
環顧當下，這個奇異的故事吸引許多作家，成為寫作的題材。大仲馬著《兩個黛安娜》（The Two Dianas，1841）當中即有參著马丁·盖尔雙胞案的情節。而較為詳盡的敘述首推美國普林斯頓大學歷史學系教授娜塔莉·澤蒙·戴維斯，她在1983年完成《马丁·盖尔返鄉記》（Le Retour de Martin Guerre），臺灣方面由江政寬翻譯。
戴維斯在書中認為，贝特朗德之所以選擇沉默，甚至是明白的接納這個騙子為他的男人，是因為她需要一個丈夫，這是她與阿爾諾已經達成的協議。這是一個不太可能發生的錯誤，將一個陌生男子看為自己親密的愛人，她一直支持阿爾諾直到最後的審判。這個來自贝特朗德的幫助在某種程度上是自始自終的，做為他們同共證詞的親密故事，就如同預先演練好一般。
美國阿肯色大學歷史學系教授羅伯·芬利（Robert Finlay）並不同意戴維斯的說法，芬雷認為贝特朗德真的是被騙了，這樣的想法在16世紀的當下是被普遍接受的，包括審理案件的法官。但是戴維斯硬是要把現代化社會的思維概念置入這個歷史公案當中，芬雷指出贝特朗德控告自己共犯的行為極其荒謬，這將置自己於極端不利的境地，她承受著通姦與誣告的指控，還必需自我辯護。戴維斯亦對這樣的挑戰做出回應，收錄於《马丁·盖尔返鄉記》第十二章〈跛腳的(On the Lame，雙關語，意即無說服力的)〉。
另一部歷史愛情小說《马丁·盖尔之妻》（The Wife of Martin Guerre）出自於小說家珍妮特·刘易斯（Janet Lewis）之手，1941年初版，這是一部推測贝特朗德內心世界的作品。文章之中對马丁·盖尔的身材有非常詳細的描寫：。
外表上，马丁有著黑黝的皮膚、高起的前額、偏灰的眼睛、平矮的鼻子，嘴唇與雙下巴，還有其它特徵就如同他父親的體格一般。過早的投入農活，使他的肩膀渾厚。然而他精於劍術與拳擊，在那個年代他算是高大、靈巧與發展良好的。如同家中的雇工所言：「並非一個美男子，但是起碼是傑出醒目的男子。」马丁·盖尔身材的短處出自於祖傳，但是自我的特質卻是出色的。

### 影視劇本
1982年，電影劇本作家让-克洛德·卡里埃（Jean-Claude Carrière）將马丁·盖尔的故事搬上大銀幕，片名為《马丁·盖尔返鄉記》（Le Retour de Martin Guerre），由法國明星傑哈·德巴狄厄與娜塔莉·貝伊主演。電影保留了大量歷史檔案，忠於歷史事實，除了在電影的最後面，虛構的為贝特朗德的動機做辯護，娜塔莉·戴維斯即擔任該電影的顧問。
1993年好萊塢電影《似是故人来》（Sommersby）由明星茱迪·科士打、李察·基爾主演。故事同樣以雙胞案為架構，但時空轉換成南北戰爭之後的美國。還有一部音樂劇，名為《马丁·盖尔》，由以音樂劇《悲慘世界》著名的克勞德-米歇爾·勳伯格作曲，阿蘭·鮑伯利等作詞。1996年初次上演於英國倫敦愛德華王子歌劇院，其結尾並沒有符合史實。
2013年，由马丁·盖尔案改编，以东帝汶印度尼西亚占领时期为背景的电影《比阿特丽斯战争》在东帝汶上映。

## 註解
1. ↑  Natalie Zemon Davis著，江政寬譯，《馬丹·蓋赫返鄉記》(臺北：聯經出版事業公司，2000年初版)，頁135。
2. ↑  Lewis, J.(1977),The Wife of Martin Guerre, Penguin, London.